# 예부
예부(禮部)는 육부의 한 부서로 예의 및 음악과 제사 및 연회와 외교, 교육과 과거에 대한 사항을 담당하던 부서이다. 부서 장관은 예부상서이다.
중국에서는 당나라 시기부터 신해혁명 시기까지 존재하였으며, 한반도에서는 고려시대에 설치되어 조선시대 무렵에 예조로 교체되었다.

## 고려
- 사의서(司儀署) : 고려시대 의례의 진행에 관한 업무를 담당하던 관청.[1]
  - 봉선고(奉先庫) : 선왕(先王)과 선후(先后)의 제사때[2] 사용하는 제기(祭器)와 여러 절에 보낼 제수를 두던 창고[3]
  - 혜민국 : 백성의 질병을 고치기 위하여 설치되었던 관서.[4]
  - 앙암사 : 태조 왕건이 지정한 원찰.[5]
  - 갈양사 : 고려 왕실의 원찰.
  - 봉업사 : 태조의 진영을 봉안.
  - 평나산 : 국조 세계 설화[6]에서 산신제 제당이 위치한 산[7]
  - 소도독사 : 춘추로 향축을 내려 치제한 당나라 소정방의 사당.[8]

- 국자감 : 국립 고등 교육 기관
- 통문관 : 역어교육(譯語敎育)과 통역에 관한 업무를 관장하던 관청[9]
- 관현방 : 궁중 음악을 관장하던 국가 기관이다.
- 순천관 : 《고려도경》에서 송나라 사신들이 머물던 사신들의 객관. (현재 개성시 성균관 전각들)[10]

고려는 주요 섬들에 외교관 신분인 사신이나 상업을 위한 편의 시설을 갖추어 놓고 해로의 거점으로 활용하였다.
- 제포궁, 풍포관 : 강화도 승천포구에 원나라의 사신을 맞이하는 궁궐, 사신들의 숙소[12]
- 사신관 : 교동도 남산포구에 사신들의 객관
- 경원정 : 자연도(지금의 영종도)에 있던 송나라 사신을 영접한 객관[11]
- 안흥정 : 태안 마도에 있던 송나라 사신을 영접한 객관[11]
- 군산정 : 군산도(지금의 선유도)에 있던 송나라 사신을 영접한 객관[11]

## 같이 보기
- 안성 봉업사지
- 연천 숭의전지
- 태상 (관직)
- 선정원